# Brian Pinho
Brian Pinho, född 11 maj 1995, är en amerikansk professionell ishockeyforward som är kontrakterad till Washington Capitals i National Hockey League (NHL) och spelar för Hershey Bears i American Hockey League (AHL). Han har tidigare spelat för Providence Friars i National Collegiate Athletic Association (NCAA) och Indiana Ice i United States Hockey League (USHL).
Pinho draftades av Washington Capitals i sjätte rundan i 2013 års draft som 174:e spelare totalt.

## Statistik
| 2010–2011   | Valley Jr. Warriors    | MHSL        | 10  | 4  | 4  | 8   | 8  | —  | — | — | — | — |
|             | Valley Jr. Warriors    | EJHL        | 6   | 4  | 1  | 5   | 2  | —  | — | — | — | — |
| 2011–2012   | Valley Jr. Warriors    | MHSL        | 10  | 0  | 10 | 10  | 2  | —  | — | — | — | — |
|             | St. John’s Prep Eagles |             | 24  | 20 | 37 | 57  | —  | —  | — | — | — | — |
| 2012–2013   | St. John’s Prep Eagles |             | 21  | 12 | 24 | 36  | 24 | —  | — | — | — | — |
| 2013–2014   | Indiana Ice            | USHL        | 59  | 28 | 28 | 56  | 21 | 12 | 2 | 4 | 6 | 0 |
| 2014–2015   | Providence Friars      | NCAA        | 39  | 6  | 12 | 18  | 6  | —  | — | — | — | — |
| 2015–2016   | Providence Friars      | NCAA        | 38  | 9  | 16 | 25  | 16 | —  | — | — | — | — |
| 2016–2017   | Providence Friars      | NCAA        | 39  | 12 | 28 | 40  | 24 | —  | — | — | — | — |
| 2017–2018   | Providence Friars      | NCAA        | 40  | 12 | 20 | 32  | 26 | —  | — | — | — | — |
| 2018–2019   | Hershey Bears          | AHL         | 73  | 4  | 8  | 12  | 8  | 8  | 1 | 1 | 2 | 0 |
| 2019–2020   | Washington Capitals    | NHL         | —   | —  | —  | —   | —  | 2  | 0 | 0 | 0 | 0 |
|             | Hershey Bears          | AHL         | 62  | 20 | 17 | 37  | 14 | —  | — | — | — | — |
| NHL totalt  | NHL totalt             | NHL totalt  | —   | —  | —  | —   | —  | 2  | 0 | 0 | 0 | 0 |
| AHL totalt  | AHL totalt             | AHL totalt  | 135 | 24 | 25 | 49  | 22 | 8  | 1 | 1 | 2 | 0 |
| NCAA totalt | NCAA totalt            | NCAA totalt | 156 | 39 | 76 | 115 | 72 | —  | — | — | — | — |